# Antiblemma dentimargo
Antiblemma dentimargo är en fjärilsart som beskrevs av George Francis Hampson 1926. Antiblemma dentimargo ingår i släktet Antiblemma och familjen nattflyn. Inga underarter finns listade i Catalogue of Life.